# Charlemagne de Maupas
Pour les articles homonymes, voir Maupas.
Charlemagne-Émile de Maupas, né à Bar-sur-Aube (Aube) le 8 décembre 1818, mort à Paris le 18 juin 1888, est un homme politique français. Avec Morny et le général de Saint-Arnaud, il est l'un des principaux acteurs du coup d'État du 2 décembre 1851 pour le compte de Louis-Napoléon Bonaparte, futur Napoléon III.

## Biographie

### Origine et famille
Les parents de Maupas, Memmie-Rose Maupas et Virginie Maupas, sont cousins issus de germains. Memmie-Rose Maupas (1799-1861) est maire de Bar-sur-Aube de 1846 à 1848, membre du conseil général de l'Aube, puis est élu député au Corps Législatif de la deuxième circonscription de l'Aube (Sud-Est, Troyes, Chaource, Bouilly et Bar-sur-Seine) de 1852 à 1861. Maupas père entretient avec son fils une correspondance épistolaire de la monarchie de Juillet au Second Empire. Par son mariage en secondes noces à Adeline Louis, Memmie-Rose étend son réseau à la Côte-d'Or, puisque sa nouvelle épouse est la fille du député Jean-Baptiste-Charlemagne Louis-Bazile, député et conseiller général de la Côte-d'Or.
En février 1848, Maupas épouse à Dijon Irène Guillemot (1826-1912), fille unique de Pierre Guillemot, président de la cour d’appel de Dijon, et de Célestine Locquin. Le parcours des ascendants d’Irène de Maupas est le reflet typique des unions traditionnelles entre une bourgeoisie de robe, les Guillemot, avec une carrière judiciaire sur plusieurs générations, et une bourgeoisie terrienne, les Locquin, composée d'officiers et d'exploitants fonciers.
Deux filles naissent de cette union, Marguerite, en 1849, et Gabrielle, en 1858. Marguerite se marie le 17 décembre 1871 à Henri Vyau de Baudreuil de Fontenay. Gabrielle épouse en 1880 Antoine Bellet de Tavernost.
L'aristocratie d'Ancien Régime exerçant sur Maupas un véritable pouvoir de fascination, il commence dès les années 1840 à ajouter la particule "de" à son nom patronymique et sollicite les services d'un faussaire pour lui fabriquer une généalogie qui fasse illusion. Sa particule ne lui est reconnue officiellement que sous le Second Empire, par un décret du 11 mars 1863.

### Carrière

#### L'éphémère préfet de police de Paris et le coup d'État
Maupas est tour à tour : sous-préfet d’Uzés (Gard) le 23 décembre 1844, sous-préfet de Beaune (Côte-d'Or) le 27 décembre 1846 (révoqué en février 1848), sous-préfet de Boulogne-sur-Mer (Pas-de-Calais) le 10 janvier 1849, préfet de l'Allier le 29 novembre 1849, préfet de Haute-Garonne le 7 mars 1851. Dans ces dernières fonctions, il fait campagne pour la prorogation du mandat présidentiel de Louis-Napoléon Bonaparte.
Il est nommé le 26 octobre 1851 à la tête de la préfecture de police de la Seine, alors située rue de Jérusalem. Lors du coup d'État du 2 décembre 1851 décidé par Louis-Napoléon Bonaparte, Maupas surveille les opposants politiques, tout en organisant l'ensemble du déploiement des forces de police postées dans les rues stratégiques et aux portes de la capitale. Les papiers de Maupas indiquent son rôle décisif d'informateur et d'organisateur du coup d'État. Maupas souhaite prévenir une éventuelle insurrection à Paris en positionnant la troupe et en surveillant les faubourgs. Son avis n'est cependant pas suivi, au profit de celui de Morny qui, lui, préfère laisser éclater l'émeute pour mieux la réprimer.

#### Le ministre de la Police générale

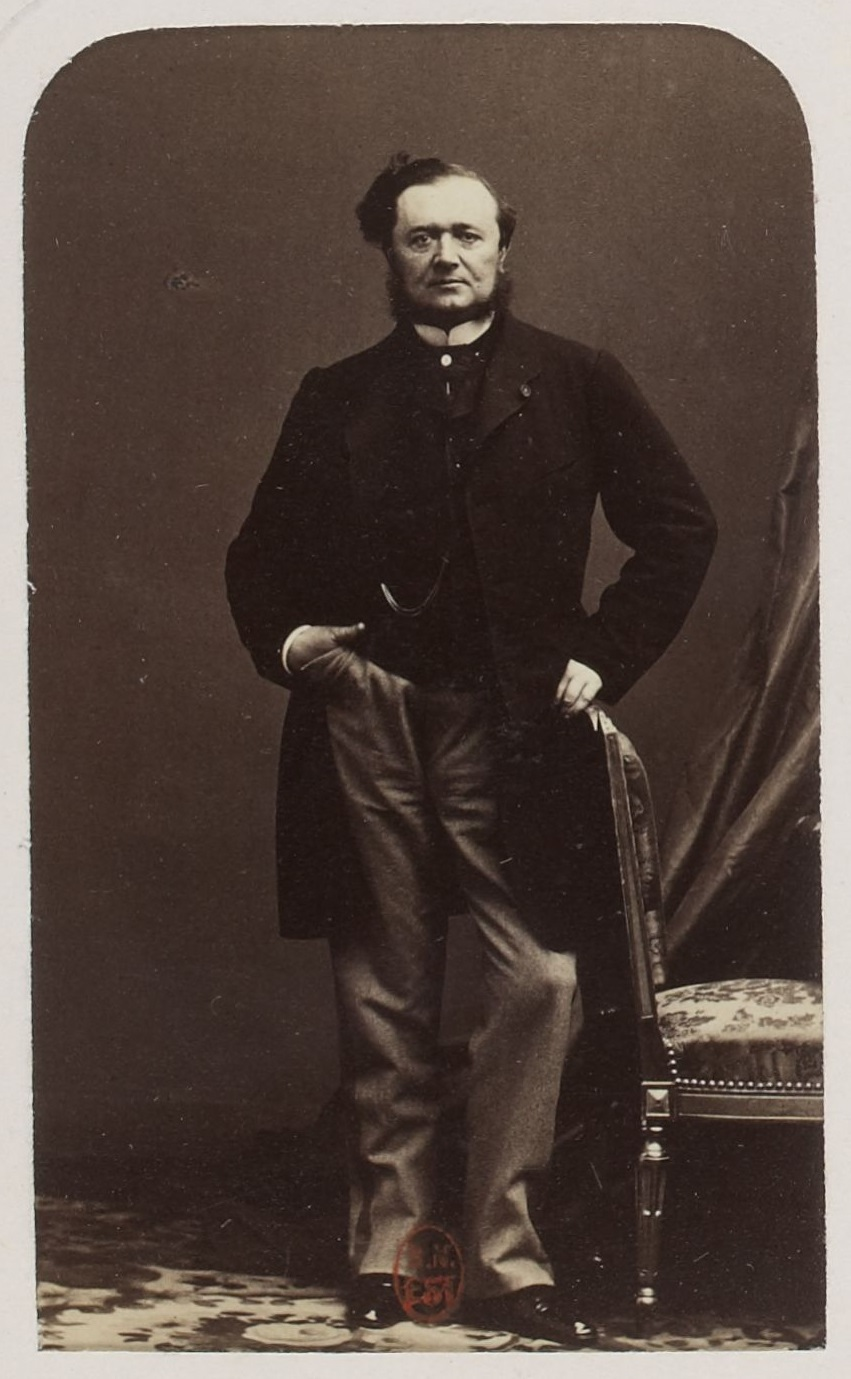
Charlemagne-Émile de Maupas.

Maupas est nommé le 22 janvier 1852 ministre de la Police générale, reconstitution du ministère de Fouché, situé alors au 78, rue de Varenne. Il réorganise les diverses polices judiciaires, administratives, municipales et secrètes, plaçant les hauts fonctionnaires sous surveillance, créant un climat de suspicion.
L'instruction des affaires, la correspondance et les rapports des départements remontent au ministère par les trois directeurs, dont le préfet de police du département de la Seine. Les deux autres directeurs se répartissent les départements en deux arrondissements, l'un au nord du Massif Central, l'autre au sud. Enfin, les inspecteurs généraux, qui seront remplacés par les commissaires départementaux en 1853, sont une branche du ministère de la Police.
Maupas constitue de nombreux dossiers sur les hauts fonctionnaires départementaux, parisiens, sur les députés ou les hommes du spectacle. Ses informateurs sont en partie originaires de son Aube natale ou sont d’anciens commissaires reconvertis, comme le fameux Vidocq appelé aussi « agent 31 ».
La police met au jour plusieurs complots et déjoue notamment un projet d’attentat contre l’empereur. Mais Maupas empiète de plus en plus sur les prérogatives du ministre de l'Intérieur, Persigny, et sur celles du ministre de la Guerre, Saint-Arnaud, au sujet de la direction de la gendarmerie. En outre, il se met à dos Morny et Fould, dont il surveille de près les opérations financières. Le ministère de la Police générale est finalement supprimé le 21 juin 1853 et devient la direction de la Sûreté générale du ministère de l'Intérieur.

#### Sénateur et diplomate
Le 21 juin 1853, Maupas est nommé sénateur et le reste jusqu'à la chute du Second Empire en septembre 1870, les sénateurs étant alors inamovibles et nommés à vie. Le lendemain, il est nommé ministre plénipotentiaire à la légation de France à Naples auprès de Ferdinand II, roi des Deux-Siciles. Ces fonctions s'avèrent délicates pour une personne n'ayant pas d'expérience dans ce domaine, et Maupas est rappelé en France en mars 1854.
Il exerce alors ses fonctions de sénateur et est également membre du conseil général de l'Aube, qu'il préside durant presque tout le Second Empire. Les grands travaux (le chemin de fer par exemple) de sa région natale seront largement favorisés par ce rôle politique comme le montrent les lettres échangées avec sa famille et ses réseaux notabiliaires de l’Aube.
Le 27 février 1855, Maupas acquiert le château de Vaux, sur la commune de Fouchères, dans l'Aube.

#### L'administrateur des Bouches-du-Rhône et les grands travaux de Marseille
Lors de son premier séjour dans la cité phocéenne, du 25 au 27 septembre 1852, Louis-Napoléon ordonne le lancement de trois grands chantiers prioritaires : une nouvelle Bourse, un troisième bassin portuaire - le futur "port Napoléon" - et une nouvelle cathédrale pour remplacer la vieille Major. Le second voyage qu'entreprend l'empereur huit ans plus tard est l'occasion pour lui de donner une nouvelle impulsion aux grands travaux marseillais. Aussi, par un décret du 29 septembre 1860, il nomme Maupas au poste de "sénateur chargé de l'administration du département des Bouches-du-Rhône", titre supérieur à celui d'un préfet. Dans ces fonctions qu'il conserve durant six ans, l'ancien ministre de la Police générale entreprend une rénovation en profondeur de Marseille. Suivant l'exemple donné par Haussmann à Paris, il fait percer de nouvelles artères, dont la plus remarquable est la rue Impériale, aujourd’hui rue de la République, inaugurée en 1864. Au cours de son préfectorat, « 14 quartiers voient le jour tandis que 166 rues ou boulevards sont percés et bordés de 2 800 immeubles neufs ». Maupas poursuit la construction du nouveau port de la ville. Il fait édifier la préfecture, rue Saint-Ferréol, qui sera qualifiée de « plus beau palais départemental de l'Empire ». Sa conduite "honorable" lors de l'épidémie de choléra de 1865-1866 est reconnue par le ministère de l'Intérieur, qui lui reproche néanmoins d'avoir essayé d'en tirer parti pour valoriser son image. Cela lui vaut d'être relevé de ses fonctions le 29 décembre 1866, quatre jours seulement avant l'inauguration du nouveau palais préfectoral.

#### De la fin du Second Empire à la Troisième République
Revenu au Sénat en 1867, Maupas y prononce plusieurs discours importants, notamment à propos des lois de 1868 sur la presse et les réunions publiques. Quoiqu’il n’approuve pas ces lois, il estime que, puisqu’elles ont été prises, la constitution de l’Empire doit être modifiée de manière que les ministres soient responsables et que le régime devienne parlementaire. Le 1er mai 1869, il écrit à l’empereur une lettre dans laquelle il conseille au souverain de transformer le régime en un Empire libéral. Après la chute de Napoléon III en septembre 1870, il s'exile momentanément en Angleterre, où il commence ses Mémoires. Maupas rentre en France en mai 1871, dans son château de Vaux.
Lors des élections législatives partielles de 1872, la remontée du groupe parlementaire bonapartiste se confirme, avec Eugène Rouher à sa tête. Maupas fait partie des candidats bonapartistes malheureux aux élections législatives de 1876 et 1877.
Affaibli par de récurrentes crises de goutte qui l'obligent à rester de plus en plus souvent alité, Maupas se retire de la vie politique et pousse son gendre, Henri Vyau de Baudreuil de Fontenay (1843-1925), à prendre la relève, mais sans référence bonapartiste et sous l'étiquette monarchiste et conservatrice. Il dirige ainsi sa campagne lors des élections législatives de 1885, mais les républicains l'emportent une nouvelle fois dans l'Aube.
En 1884 et 1885, Maupas publie ses Mémoires. Dans le premier tome, il assume complètement son rôle lors du coup d'État de 1851. Il écrit qu’il a alors « engagé [s]a part de responsabilité pour ramener, dans notre malheureux pays, la stabilité qu’il cherchait en vain depuis plusieurs générations. » Le coup d’État a été bénéfique : il a procuré à la France des années de prospérité. Retraçant dans le second tome de ses Mémoires l’histoire du Second Empire, Maupas estime que la guerre d’Italie en 1859 a exercé sur la situation intérieure de la France une influence fâcheuse, à la suite de laquelle l’Empereur a réformé la constitution de 1852 dans un sens libéral. Il a ensuite autorisé la liberté de la presse et la liberté de réunion, ce qui a eu « des effets désastreux ».

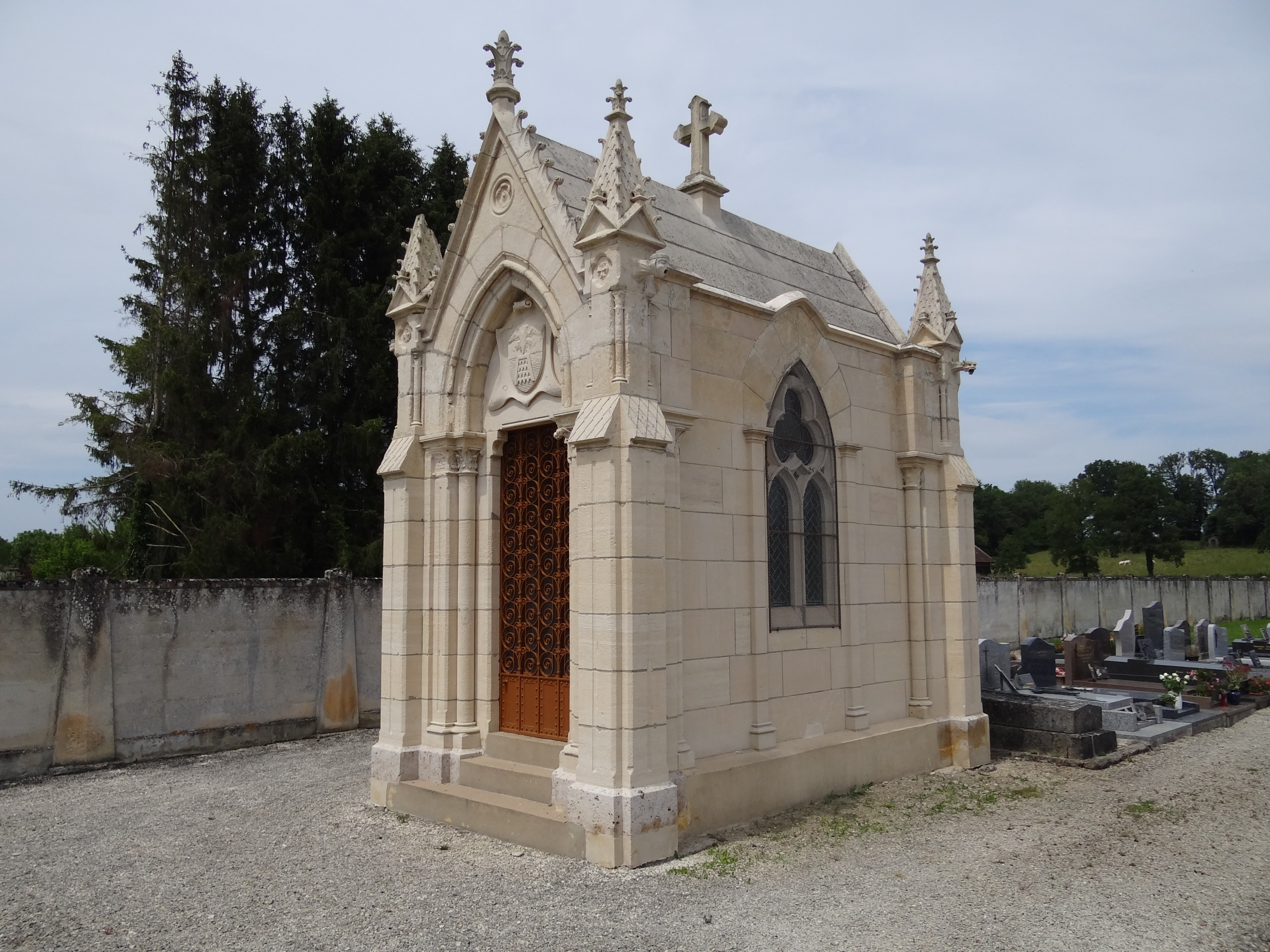
La chapelle funéraire des familles Maupas et Baudreuil de Fontenay au cimetière de Fouchères (Aube).

Dans ses dernières années, Maupas se rapproche des royalistes et du boulangisme. Il meurt le 18 juin 1888, à l’hôtel de Ségur (aujourd'hui hôtel de Salm-Dyck), 97, rue du Bac, dans le 7e arrondissement de Paris. Il est inhumé dans la chapelle familiale au cimetière de Fouchères dans l'Aube.

## Décorations

### Décorations françaises
Grand-croix de la Légion d'honneur (1866) (grand officier en 1862, commandeur en 1852, officier en 1851, chevalier en 1850).
Officier de l'Instruction publique (1864).

### Décorations étrangères
Commandeur du nombre extraordinaire de l'ordre royal de Charles III d'Espagne (1851).
Commandeur du nombre extraordinaire de l'ordre royal d'Isabelle la Catholique d'Espagne (1852).
Grand-croix de l'ordre de Pie IX (1852).
Grand-croix de l'ordre constantinien de Saint-Georges du royaume des Deux-Siciles (1852).
Chevalier de l'ordre royal de Saint-Janvier du royaume des Deux-Siciles (1860).
Grand officier de l'ordre royal et militaire des Saints-Maurice-et-Lazare du royaume d'Italie (1862).
Chevalier de l'ordre de Saint-Stanislas de Russie (1864).

## Archives
Les archives de Maupas sont conservées aux Archives nationales sous la cote 607 AP.

## Publications
- M. de Maupas, Mémoires sur le Second Empire, t. I : La présidence de Louis-Napoléon, Paris, E. Dentu, 1884, 643 p.
- M. de Maupas, Mémoires sur le Second Empire, t. II : L'Empire et ses transformations, Paris, E. Dentu, 1885, 572 p.

## Monuments
- Hôtel de préfecture des Bouches-du-Rhône, construit de 1862 à 1866. La chambre de fonctions qui a été celle de Maupas est ornée d’une cheminée décorée d’un médaillon le représentant de profil. Le plafond du grand salon comporte une peinture, L’Empereur visitant le chantier de la préfecture, où figure Maupas.
- Château de Vaux (Aube), à Fouchères, ayant appartenu à Maupas, où des souvenirs de ce personnage sont progressivement rassemblés.